# Trombe d'aria in Italia

## Tornado (trombe d'aria) di maggiore intensità avvenuti in Italia[1]
| Luogo                                       | Data              | Intensità | Danni                                    | Note                                                                                           |
| ------------------------------------------- | ----------------- | --------- | ---------------------------------------- | ---------------------------------------------------------------------------------------------- |
| Volpago del Montello (provincia di Treviso) | 24 luglio 1930    | IF5       | 23 decessi                               | Famiglia di 4 tornado tra Trevigiano e Pordenonese di cui il primo è classificabile come IF5   |
| Oltrepò Pavese                              | 16 giugno 1957    | F4/F5     | 6 decessi                                | Due tornado intensi, Distruzione quasi totale di due piccoli paesi: Robecco e Vallescuropasso. |
| Torricella e Sava (Puglia)                  | 21 settembre 1897 | F4        | 55-62 decessi                            | proveniente dal golfo di Taranto                                                               |
| Sissa Trecasali                             | 4 luglio 1965     | F4        | 3 decessi                                | Alcuni edifici distrutti e macchine scaraventate nel Po                                        |
| Padovano e Laguna di Venezia                | 11 settembre 1970 | F4        | 36 decessi, danni per 5 miliardi di lire | tragitto di 70km in 58 minuti                                                                  |
| Mira-Dolo (Veneto)                          | 8 luglio 2015     | F4/EF3    | 92 feriti, 1 decesso                     | danni superiori a 60 milioni di euro                                                           |
| Modica e Palazzolo Acreide                  | 24 ottobre 1872   | F3?       | 63 morti                                 | Non è chiaro se si sia trattato di un singolo tornado o di più vortici                         |
| Brianza                                     | 23 luglio 1910    | F3/F4?    | 36-60 decessi                            |                                                                                                |
| Catania                                     | 7 ottobre 1884    | F3/F4?    | 30 decessi, 500 feriti                   | Alcune grosse case distrutte e alberi scagliati nel golfo di Catania                           |

## Elenco storico
- Una delle maggiori fu la cosiddetta "Tromba del Montello" verificatasi il 24 luglio 1930 presso il comune di Volpago del Montello (provincia di Treviso) nel cui tragitto di 80 km percorso in 84 minuti costò la vita a 23 persone.[2] Questo evento nel veneziano ricevette il nome di "canton dée atoe", ovvero angolo/zona delle tavole, perché ciò che restò degli alberi dopo il passaggio della sopracitata tromba d'aria, furono solo i tronchi spogliati di rami e corteccia.[3]
- In Puglia, il 21 settembre 1897 un tornado di intensità stimata F4 proveniente dal golfo di Taranto attraversò i paesi di Torricella, Sava, Oria e Latiano uccidendo 55 persone.[4][5]
- Il 10 settembre del 1832 la città di Otranto venne attraversata da un potente tornado (possibile F3) che uccise 35 persone e né ferì 63 in maniera grave.[5]
- Il 16 giugno del 1957 presso i piccoli comuni di Robecco e Valle Scuropasso nell'Oltrepò Pavese, che venne stimata di potenziale F4, ispirando la copertina della "Domenica del Corriere" del 29 giugno di quell'anno.[6]
- Il parco di Monza venne colpito il 13 maggio 1846[7]. Un'altra si scatenò nelle vicinanze di Monza il 30 giugno 1865 causando la morte di 12 persone[8]
- Il 23 luglio 1910 morirono 30 persone tra Legnano e Saronno, 17 nella fornace di Solaro, 10 a Mombello, 10 a Busto Arsizio  (ESWD report - Corriere della Sera, 24 Jul 1910)[9][10][11]
- Il 29 agosto 1928 a Monza una tromba d'aria di stimata intensità F2 causò 10 morti e 30 feriti.[12][13]
- Il Padovano e la Laguna di Venezia l'11 settembre 1970, dove un F4 generatosi sui Colli Euganei raggiunse la città lagunare per poi esaurirsi nel litorale del Cavallino lasciandosi alle spalle 36 vittime.[14]
- Il 2 gennaio 1971 a Messina, una tromba d'aria attraversò in lungo la città da sud verso nord causando danni per circa un miliardo di lire. Il bilancio fu di 43 feriti dei quali alcuni gravi.[15]
- Il 25 agosto 1994 un tornado si abbatté su Foggia, per poi arrivare a Margherita di Savoia e Vieste.[16][17]
- Il 14 settembre 1997 nel primo pomeriggio alla città di Terracina. Il fenomeno, classificato poi come tornado di categoria F2, arrivò ad avere un diametro di 150 metri e imperversò per circa 25/30 minuti sulla città.[18]
- Il sabato pomeriggio del 7 luglio 2001, una tromba d'aria di scala F3 colpì diversi paesi della Brianza, causando numerosi danni a capannoni e automobili. In questo caso non vi furono vittime ma non mancarono feriti gravi.[19]
- Il 6 giugno 2009 a Vallà di Riese Pio X, in provincia di Treviso, di grado F3, in alcuni punti anche probabile F4, che causò danni per 33 milioni di Euro e 28 feriti.[20]
- Il 23 luglio 2010 un tornado di categoria F2 durò per circa 10 minuti percorrendo circa 4/5 km i comuni di Pavia di Udine, Risano, Santa Maria la Longa e Gonars. Si registrarono danni ingenti a strutture, capannoni, abitazioni e autovetture, e ci furono una ventina di feriti lievi.[21]
- Il 12 giugno 2012, ad ovest della Laguna di Venezia classificata tra F1 e F2, distrusse circa 300 ettari di colture. La tromba passò a pochi chilometri da alcuni dei monumenti più noti di Venezia.[22]
- Il 28 novembre 2012, a Taranto, lo stabilimento ILVA prima e il comune di Statte poi, furono interessati da un F3.[23] Vi è un morto e milioni di euro di danni.[24][25][26]
- Esistono anche fonti riguardanti trombe d'aria storiche sul territorio romano. La più famosa avvenne nelle prime ore del mattino del 12 giugno 1749. Si generò sul mare, interessando Ostia e la stessa Roma, provocando danni F3, 2 vittime e numerosi feriti. La tromba fu ben descritta da Ruggero Giuseppe Boscovich nella sua operetta Sopra il Turbine atmosferico che la notte fra gli XI e i XII di Giugno 1749 devastò una gran parte di Roma.[27]
- Il 3 maggio 2013 un temporale a supercella originatosi nella zona di Castelfranco Emilia, in provincia di Modena, provocò una serie di tornado, tra cui un F3, si è abbattuto sul nord dell'Emilia-Romagna. Le zone più colpite risultano essere: Castelfranco Emilia e San Martino Spino (frazione di Mirandola) in provincia di Modena; San Giorgio di Piano, Argelato, Bentivoglio, San Giovanni in Persiceto e San Pietro in Casale in provincia di Bologna. Il paese più colpito è stato San Martino Spino, frazione di Mirandola, che si trova ai confini del territorio comunale di Bondeno, in provincia di Ferrara, e dei territori comunali di Sermide, Poggio Rusco e Villa Poma, in provincia di Mantova; il paese ha riportato danni all'edilizia abitativa e a numerose strutture pubbliche, anche di recente costruzione e/o restaurazione. Oltre ai danni, vi sono stati una dozzina di feriti. Questi tornado, detti Tornado dell'Emilia, hanno provocato in tutto 119 sfollati e danni per centinaia di milioni di euro.[28]
- Sempre in Emilia-Romagna si è avuto una simile situazione il 4 luglio 1965, quando una serie di tornado colpirono la Pianura Padana. L'evento più distruttivo si ebbe tra le provincie di Piacenza e Parma, dove una serie di tornado tra cui un probabile F4 causarono la morte di 12 persone e la distruzione di Torricella di Sissa.[29]
- Il 29 maggio 2013 un tornado di categoria F1 si abbatté su Cavenago di Brianza, in Lombardia. Generatosi nell'area industriale, a pochi metri dall'autostrada A4, scoperchiò un capannone, sollevando le tegole delle case nella parte sud-ovest, continuando la corsa sebbene con diminuzione d'intensità nell'attraversamento del comune, per poi riacquistare forza dalla parte opposta del centro abitato, provocando ingenti danni nell'area nord-est, tra cui alcune strutture dell'oratorio.[30]
- Il 19 giugno 2013 intorno alle 6 del mattino, una tromba d'aria si abbatté sull'area sud della provincia di Biella. Danni a Verrone, con alberi caduti ed edifici danneggiati.[31]
- Il 29 luglio del 2013 intorno alle 11 del mattino, nella zona della Lomellina, si formarono due tornado. I Comuni interessati furono Robbio, Candia Lomellina, Longasco, Cozzo, Mortara. Danni ingenti a colture e tetti delle case.[32]
- Il 29 luglio del 2013 alle ore 15:16 circa nella zona nord-occidentale della provincia di Milano, tra Trezzo sull'Adda e Grezzago un tornado di categoria F2. L'evento durò circa 15 minuti passando nella zona industriale di Trezzo sull'Adda. Si stimarono circa 30 feriti e danni ingenti ad abitazioni e capannoni. Alcune Aziende furono parzialmente distrutte, tir ed auto ribaltati. L'evento fu soprannominato "il tornado di Grezzago".[33][34]
- L'8 luglio 2015 di grado EF3[35] della Scala Fujita avanzata, si abbatté nella Riviera del Brenta. Il fenomeno, durato quasi 10 minuti, colpì una fascia di territorio tra i comuni di Mira, Dolo e Pianiga nella Città metropolitana di Venezia per una lunghezza di 11,5 km e una larghezza variabile dai 500 m al chilometro. Vi furono gravi danni materiali a case, automobili e infrastrutture nonché una vittima, 72 feriti e alcune centinaia di sfollati[36].

- Il 4 giugno 2016 alle 8 del mattino circa, nella zona di Chioggia sottomarina, si generò una tromba marina, diventata poi un tornado invadendo spiagge e terraferma. Causò danni alle strutture balneari e ad autovetture. Non furono registrati feriti.[37]
- Il 6 novembre 2016 intorno alle ore 17:00 nella regione del Lazio, tra il comune di Ladispoli, in Provincia di Roma, e Cesano, quartiere del XV municipio di Roma. La tromba d'aria iniziò la sua corsa colpendo la città marittima di Ladispoli, da dove continuò attraversando la pineta di Ceri, poi le cittadine di Tragliatella, Cesano e Morlupo. Il percorso complessivo raggiunse circa 40 km con danni F2. Il bilancio fu di 2 morti e 22 feriti, oltre a danni per milioni di euro.[38][39]
- Il 5 novembre 2017 nel tardo pomeriggio sulle campagne di Terracina. Il tornado di categoria F2, percorse oltre 9 km in direzione Nord-Est in 11 minuti, alla velocità di circa 50 km/h, interessando una fascia larga oltre 150 metri. Danni per oltre 21 milioni di euro alle aziende agricole, alle abitazioni e ai fabbricati colpiti nel percorso.[40]
- Il 12 marzo 2018, verso le ore 20:00 sui comuni di San Nicola la Strada, San Marco Evangelista, Maddaloni, Marcianise, San Tammaro, creando problemi alla circolazione anche sull'autostrada A1, ribaltando un grosso autocarro e sei roulotte che si trovavano all'interno di un rimessaggio nei pressi del casello di Caserta Sud, provocando la caduta di pezzi di lamiera sulla carreggiata autostradale e colpendo le auto in transito.[41][42]
- Il 25 novembre 2018 una tromba d'aria percorse 20 chilometri nel basso Salento, partendo da Marina di San Gregorio (Patù) ed attraversando Giuliano di Lecce, Corsano, Tiggiano, Marina Serra, Tricase Porto, lasciando dietro di sé ingenti danni. Insieme a tale tornado, di probabile categoria F2, altri cinque eventi interessarono la Calabria e la Puglia. I primi tre tornado della giornata colpirono l'area di Cropani-Rocca di Neto, dove i danni rimasero relativamente contenuti e classificabili al massimo come livello F1, con un caseificio parzialmente scoperchiato, alberi abbattuti e rimorchi sollevati e spostati, e quella di Steccato di Cutro, dove diversi tetti furono danneggiati. La quarta tromba d'aria si abbatté sull'area commerciale ed industriale di Crotone, dove diversi edifici industriali, tra cui uno per lo smaltimento dei rifiuti e un altro di un'azienda metallurgica, furono quasi completamente distrutti, mentre altri furono seriamente danneggiati. Gravi danni anche all'Unieuro della zona, dove alcune vetture furono sollevate ed accatastate dal tornado, di probabile livello F2. L'ultima tromba d'aria della giornata distrusse una struttura per l'autolavaggio a San Pancrazio Salentino.[43][44][45][46][47][48][49]
- Le medesime zone del crotonese e del Salento erano state colpite da altri due tornado appena cinque giorni prima, con un F2 che aveva distrutto alcune e aziende agricole tra Cutro e Papanice, e tra Ugento e Taurisano.[50][51][52]
- Il 28 luglio 2019 una tromba d'aria proveniente dal mare percorse 600 metri investendo Fiumicino e provocando la morte di una donna che si trovava in macchina. Numerose le case danneggiate. Il tornado, un probabile F2, causò danni per più di 100.000€.[53]
- Il 10 settembre 2021 una tromba d'aria si è abbattuta sull'isola di Pantelleria provocando ingenti danni ad abitazioni, oltreché la morte di due persone e il ferimento di altre 9, di cui 4 in gravi condizioni[54].
- Il 21 luglio 2023 una tromba d'aria di categoria F1 è stata avvistata fra Gessate e Cernusco sul Naviglio, in Lombardia. Lo stesso giorno nell'area nordest di Milano i vigili del fuoco hanno compiuto circa 110 interventi per allagamenti, scoperchiamenti e alberi caduti.[55]
- Il 22 luglio 2023 nel paese di Alfonsine, in provincia di Ravenna. Il tornado, stimato di categoria F3 abbattendo anche tralicci. Si contano inoltre 14 feriti nel Ravennate per il maltempo.[56][57]

Un elenco più dettagliato è presente sul sito di UNI-MET (Unione Associazioni Meteorologiche Italiane) sotto il progetto DABAT'A - Data Base Trombe d'Aria in Italia.